# 召莊公
召莊公（？—？），春秋时期召国国君，姬姓，名奂。鲁昭公二十二年（前520年），周景王驾崩，王子朝叛乱，得到召莊公、毛伯得的支持，驱逐刘文公。昭公二十三年（前519年），夏六月己丑，召伯奂、南宫极率领成周人戍守尹国。刘文公攻打不克，将周敬王接到刘国。
| 前任： 召桓公 | 召国国君 | 繼任： 召简公 |